# Cronologia da história da Suíça
Esta é a cronologia da história da Suíça.
- 1291 - Os clãs de Uri, Unterwalden e Schwyz frimam uma aliança perpétua.

- 1499 - Livre dos Habsburgo, a confederação (oito cantões) separa-se do império germânico.

- 1515 - Início da política de neutralidade dos cantões suíços.

- 1529 - Guerra entre católicos e protestantes que se segue à Reforma apregoada por Zwínglio.

- 1798 a 1815 - Com a queda de Napoleão, a confederação (22 cantões) recupera sua independência e neutralidade.

- 1848 - Nova constituição federal. Berna torna-se a capital do país.

- 1978 - O Jura torna-se um povo cantão. O estado federativo helvético passa a contar com 26 cantões.

- 1986 - Por 76,4% dos votos, os suíços vetam a entrada do país na ONU.

- 1991 (15 de maio) - Em seguida a um referendo popular, a Suíça adere ao Fundo Monetário Internacional e ao Banco Mundial

- 1993 - A reabertura dos cassinos é aprovada em plebiscito por 72% dos eleitores.